# Евхемер
Евхемер от Месена (на гръцки: Εΰήμερος; на латински: Euhemerus) е древногръцки философ от киренската школа, живял в двора на македонския цар Касандър.
Сведения за живота му практически не са съхранени, а неговите произведения са оцелели само във фрагменти. Евхемер е известен с учението си, влязло в историята под името евхемеризъм. Според това учение вярата в божествата възниква от култа към живели някога велики хора (управници, жреци, философи), които заради делата си са обожествени след смъртта си.
Най-известното му съчинение е „Свещен надпис“ (или „Свещен списък“, на гръцки: Ίερά άναγραφή), наречено в латинския превод на Ений „Свещена история“. Съхранено е само във фрагменти, цитирани най-вече от Диодор Сицилийски. Според запазилите се откъси може да се заключи, че „Свещен надпис“ е разказ за фантастично пътешествие и представлява своего рода философска утопия, където в занимателна форма се излагат възгледите на Евхемер.
В текстът се говори за посещение от пътешественици, сред които е и Евхемер, на група острови в Индийския океан, където на главния остров Панхея (Панхайа) те откриват храм на Зевс. В храма има златен стълб с надпис, представляващ списък на родилите се и умрели богове на острова, а първите царе на този остров според списъка са Уран, Кронос и Зевс. Според Евсевий Кесарийски, Евхемер твърди, че достига до този остров по време на плаване в Червено море покрай бреговете на Арабия, предприето по заповед на цар Касандър.
Съхранените фрагменти от съчинението показват отхвърлянето от Евхемер на традиционната гръцка религия. Според него древногръцките богове първоначално са царе, герои, завоеватели или благодетели на народа, които впоследствие са обожествени. На Евхемер се приписва твърдението, че Зевс е бил велик воин, древен цар на Крит, а гробът му в Кносос бил показван на любопитните.
Съчинението „Свещен надпис“ е много популярно в античността. Идеите на Евхемер, наречен заради убежденията си „Безбожника“, получават разпространение и при други автори, а по-късно се оформят в цялостно учение за произхода на религията, независимо от това, че описаните от философа места имат явно измислен характер.